# Etruscos
Los etruscos o tirrenos fueron un pueblo de la antigüedad cuyo núcleo geográfico fue la Toscana (a la cual dieron su nombre) y el Lacio (Italia). Eran llamados Τυρσηνοί, tyrsenoi, o Τυρρηνοί, tyrrhenoi (Tirrenos), por los griegos; y tusci, o luego etrusci, por los romanos; ellos se denominaban a sí mismos rasenna o rašna (Rasenas).
Los primeros indicios de una cultura identificable como etrusca datan de alrededor del año 900 a. C. Es el periodo de la cultura villanovense de la Edad de Hierro, considerada la fase más temprana de la civilización etrusca, que a su vez se desarrolló a partir de la cultura protovillanovena de finales de la Edad de Bronce en la misma región La civilización etrusca perduró hasta que fue asimilada por la sociedad romana. La asimilación comenzó a finales del siglo IV a. C. como resultado de las guerras romano-etruscas; se aceleró con la concesión de la ciudadanía romana en el 90 a. C., y se completó en el 27 a. C., cuando el territorio de los etruscos se incorporó al recién creado Imperio romano.

## Etnonimia y etimología

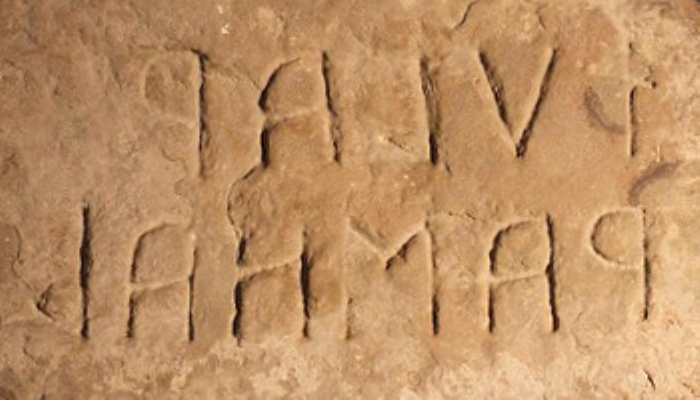
Mojón de los Estados etruscos, Museo dell'Accademia Etrusca e della Città di Cortona.

Los etruscos se llamaban a sí mismos rasenna, o usaban la síncopa a rasna o raśna (neo-etrusco), denominación de etimología desconocida.  La forma sincopada rasna es inscripcional y se inflexiona.  En griego ático los etruscos eran conocidos como tirrenos (Τυρρηνοί, Tyrrhēnoi, antes Τυρσηνοί Tyrsēnoi),  de donde los romanos derivaron los nombres Tyrrhēnī, Tyrrhēnia (Etruria), y Mare Tyrrhēnum (mar Tirreno), lo que llevó a algunos a asociarlos con los teresh (uno de los pueblos del mar nombrados por los egipcios).
Los antiguos romanos se referían a los etruscos como Tuscī o Etruscī (singular Tuscus).  Su nombre romano es el origen de los términos "Toscana", que se refiere a su región central, y "Etruria", que puede referirse a su región más amplia. Los lingüistas creen que el término Tusci era la palabra umbra para "etrusco", basándose en una inscripción en una tablilla de bronce antigua de una región cercana.  La inscripción contiene la frase turskum ... nomen, literalmente "el nombre toscano". Basándose en el conocimiento de la gramática umbra, los lingüistas pueden deducir que la forma base de la palabra turskum es *tursci,  que, a través de la metátesis y de una epéntesis inicial de la palabra, habría llevado a la forma e-trus-ci.
En cuanto al significado original de la raíz, *turs-, una hipótesis muy citada es que, al igual que la palabra latina turris, significa "torre", y proviene del griego para torre: τύρσις. Según esta hipótesis, los Tusci fueron llamados "gente que construye torres"o "los constructores de torres".  Esta etimología propuesta se hace más plausible debido al hecho de que los etruscos preferían construir sus ciudades en altos precipicios reforzados por muros. Alternativamente, Giuliano y Larissa Bonfante han especulado que las casas etruscas pueden haber parecido torres a los latinos.  La etimología propuesta tiene una larga historia, ya que Dionisio de Halicarnaso observó en el siglo I a. C.: "No hay razón para que los griegos no hayan llamado a los etruscos con este nombre, tanto por vivir en torres como por el nombre de uno de sus gobernantes".

## Historia
Desde la Toscana se extendieron hacia Umbría y, por el sur, hacia el Lacio y la parte septentrional de la Campania, donde chocaron con las colonias griegas de la Magna Grecia (sur de Italia); hacia el norte de la península itálica ocuparon la zona alrededor del valle del río Po, en las actuales regiones de Emilia-Romaña, Lombardía y la parte sur del Véneto.
Llegaron a ser una gran potencia naval en el Mediterráneo occidental, lo cual les permitió establecer factorías en Cerdeña y Córcega. Sin embargo, hacia el siglo V a. C. comenzó a deteriorarse fuertemente su poderío, en gran medida al tener que afrontar, casi al mismo tiempo, las invasiones de los celtas, desde el norte, y la competencia de los cartagineses para los comercios marítimos, desde el sur.
Su derrota definitiva, por los romanos, se vio facilitada por tales enfrentamientos y por el hecho de que, los rasena (o etruscos), nunca formaron un estado sólidamente unificado sino una especie de confederación de ciudades de mediano tamaño.
En cierto modo predecesores de Roma y herederos del mundo helénico, su cultura (fueron destacadísimos orfebres, así como innovadores constructores navales) y sus técnicas militares superiores, hicieron de este pueblo el dueño del norte y centro de la península itálica desde el siglo VIII a. C. hasta la llegada de Roma.
A partir del siglo IV a. C., Etruria (nombre del territorio de los etruscos), fue gradualmente conquistada y absorbida  por la República romana y, los etruscos, al igual que los demás itálicos, federados por los romanos, volviéndose así parte integrante de la Italia romana.
Por mucho tiempo el origen de los etruscos se dio por desconocido. Debido a ello surgieron tres teorías que trataban de explicar dicha problemática:
1. La teoría orientalista, propuesta por Heródoto, que cree que los etruscos llegaron desde Lidia hacia el siglo XIII a. C. Para demostrarlo se basa en las supuestas características orientales de su religión y costumbres, así como en que se trataba de una civilización muy original y evolucionada, comparada con sus vecinos.
2. La teoría autóctona, propuesta por Dionisio de Halicarnaso, que consideraba a los etruscos como oriundos de la península itálica. Para argumentarlo, esta teoría explica que no hay indicios de que se haya desarrollado la civilización etrusca en otros lugares y que el estrato lingüístico es mediterráneo y no oriental.
3. Teoría de un origen «nórdico», defendida por muchos a finales del siglo XIX y primera mitad del XX; se basaba solo en la similitud de su autodenominación (rasena) con la denominación que los romanos dieron a ciertos pueblos celtas que habitaban al norte de los Alpes, en lo que actualmente es el este de Suiza y oeste de Austria: los ræthii o réticos; tal origen, basado solo en parofonías, está ya descartado.

Sin embargo, las modernas investigaciones sobre el origen de los etruscos llevadas a cabo por un grupo de genetistas y coordinadas por Guido Barbujani, miembro del departamento de Biología y Evolución de la Universidad de Ferrara (Italia), llegó a la conclusión de que, genéticamente, el origen de los etruscos corresponde a la segunda teoría, esto es, la de Dionisio de Halicarnaso, por medio de un estudio de ADN mitocondrial:
"ha consistido en comparar las muestras de estos individuos toscanos descendientes de etruscos con muestras modernas de individuos de la región de Anatolia, ocupada actualmente por la parte asiática de Turquía. «Hemos utilizado un método que nos ha permitido calcular cuánto tiempo hace que se produjo una migración entre ambos grupos», explica Barbujani. «Hemos obtenido fechas muy antiguas, de hace más de 5000 años. Para que Heródoto tuviera razón deberíamos haber encontrado una fecha que se remontase aproximadamente a los 3000 o 2800 años, pero no ha sido así. Concluimos, por tanto, que entre Anatolia y la Toscana se han producido migraciones, pero éstas no originaron la civilización etrusca porque son muy anteriores», añade".
Este descubrimiento, no obstante, no desmiente la relación cultural que hubo entre el pueblo autóctono (etrusco) y Anatolia, debido a que hay suficientes pruebas de carácter cultural que las unen; en términos generales los etruscos nacieron siendo un pueblo autóctono que, sin embargo, adoptó muchos rasgos culturales orientales provenientes de la región de Anatolia.

## Organización política y social

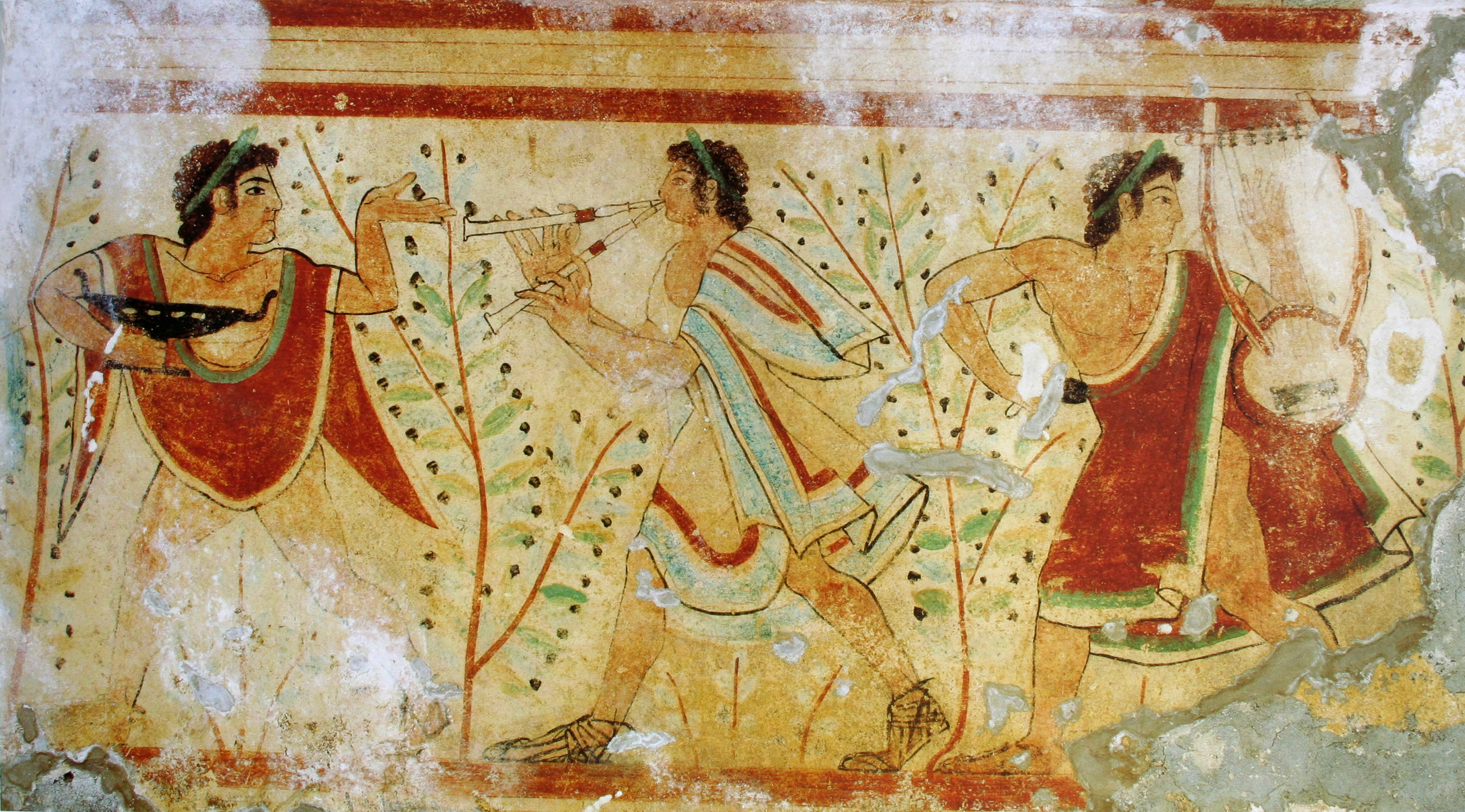
Bailarines y músicos etruscos. Tumba de los leopardos, necrópolis de Monterozzi, Italia.

Políticamente Etruria se conforma en federaciones de doce ciudades unidas por lazos estrictamente religiosos, lo que es llamado Dodecápolis, o Liga etrusca a la que se sumarían la Etruria padana y la Etruria campana; pero esta alianza no es política ni militar y cada ciudad es en extremo individualista.
La estructura política es, en un principio, la de una monarquía absoluta, donde el rey (lucumo) distribuye justicia, actúa como sumo sacerdote y comandante en jefe del ejército. A partir del siglo IV a. C. se da una transición donde el gobierno es una dictadura de corte militar, la cual desemboca en una República, en esencia oligárquica, con magistraturas colegiadas, donde gobierna el hombre más anciano perteneciente a la familia más rica, quien contaba con el apoyo de un senado fuerte y estable y la participación de una asamblea popular en representación del pueblo.
En la pirámide social etrusca podemos distinguir cuatro escalafones:
- En primer lugar estaban los terratenientes, miembros de la oligarquía.
- Plebe libre, ligada por lazos de clientela a los anteriores.
- Extranjeros, generalmente griegos, que eran artesanos y mercaderes.
- Por último, esclavos. Los etruscos tenían una gran cantidad de servicio doméstico y agrario.

### ¿Imperio o no Imperio?
Historiadores como Raymond Bloch o León Homo atribuyen a los tirrenos la primera experiencia unificadora de Italia, comparándola con la experiencia del Imperio romano, le dieron la categoría de Imperio. Asimismo, el historiador romano Tito Livio habla de que antes de que Roma conquistara a los diversos pueblos que habitaban e hiciera de las tierras italianas su hogar, ya los etruscos extendían sus territorios entre los mares Tirreno y Adriático, además de obtener recursos gracias a ciudades ubicadas en las regiones de la Padana y la Campania.
Considerando Imperio como un ente político que domina a otros pueblos en sus actividades más importantes como la política, la economía y militar, entre otras, y bajo la guía de un emperador, cuya figura detenta un poder absoluto. Por lo tanto, bajo esta definición, los etruscos no deberían ser considerados un imperio dada su organización política en ciudades-estado, cada una de las cuales —las pertenecientes a la liga— pasaron de una monarquía a una república oligárquica.
Sin embargo, no se puede encasillar en este concepto a la civilización como tal; es decir, no se le puede dar este título a la liga etrusca, pero no se puede hablar de la misma manera sobre las ciudades de forma individual, ya que estas poseían colonias y conquistaron territorios logrando establecer su jurisdicción, sus formas políticas y su organización social a cada espacio en el cual se establecieron. Políticamente, Etruria se conforma en federaciones de doce ciudades unidas por lazos estrictamente religiosos, lo que es llamado Dodecápolis, o Liga etrusca, a la que se sumarían la Etruria padana y la Etruria campana, pero esta alianza no es política, ni militar y cada ciudad es en extremo individualista.
La estructura política es, en un principio, la de una monarquía absoluta, donde el rey (lucumo) distribuye justicia, actúa como sumo sacerdote y comandante en jefe del ejército. A partir del siglo IV a. C. se da una transición donde el gobierno es una dictadura de corte militar, la cual desemboca en una República, en esencia oligárquica, con magistraturas colegiadas, donde gobierna el hombre más anciano perteneciente a la familia más rica, quien contaba con el apoyo de un senado fuerte y estable y la participación de una asamblea popular en representación del pueblo.
En la pirámide social etrusca podemos distinguir cuatro escalafones:
En primer lugar estaban los terratenientes, miembros de la oligarquía.
Plebe libre, ligada por lazos de clientela a los anteriores.Extranjeros, generalmente griegos, que eran artesanos y mercaderes. Por último, esclavos. Los etruscos tenían una gran cantidad de servicio doméstico y agrario.

### La familia y el papel de la mujer
Tanto griegos como latinos consideraron «promiscua» y «licenciosa» a la cultura etrusca. Tales opiniones se debieron al contraste de la situación social de la mujer entre los etruscos, mucho más libre que entre griegos y romanos; hay que recordar que entre helenos y latinos las mujeres estaban absolutamente subordinadas a los varones.
La mujer etrusca, al contrario de la griega o de la romana, no era marginada de la vida social, sino que participaba activamente tomando parte en los banquetes, en los juegos gimnásticos y en los bailes, y sobre todo ayudaban en las labores de la vía pública.
La mujer además tenía una posición relevante entre los aristócratas etruscos, puesto que estos últimos eran pocos y a menudo estaban involucrados en la guerra: por esto, los hombres escaseaban. Se esperaba que la mujer, en caso de muerte del marido, asumiría la tarea de asegurar la conservación de las riquezas y la continuidad de la familia. También a través de ella se transmitía la herencia.

### Líderes etruscos conocidos
- Usuini (en Clusium) probablemente a principios del siglo XI a. C.
- Mezentius 1100 a. C.
- Lausus (en Caere)
- Tyrsenos
- Velsu siglo VIII a. C.
- Larthia (en Caere)
- Arimnestos (en Arimnus)
- Lars Porsena (en Clusium) finales del siglo VI a. C.
- Thefarie Velianas (en Caere) finales del siglo V a. C.-principios del siglo IV a. C.
- Aruns (en Clusium) hacia el 500 a. C.
- Volumnius (en Veii) a mediados del siglo IV a. C.-437 a. C.
- Lars Tolumnius (en Veii) finales del siglo IV a. C.-428 a. C.
- Lucius Tarquinius Superbus (siglo VI a. C.)

## Relaciones con otros pueblos (aliados y enemigos)
Los etruscos eran un pueblo netamente comerciante desde el comienzo hasta el final de su civilización, principalmente marítimo, aunque también terrestre. Por otro lado, sus tierras se vieron invadidas varias veces por pueblos bárbaros ya que sus ciudades eran muy ricas y codiciadas, eran paso obligado hacia las fértiles tierras de la Campania y para llegar a Roma (como ocurrió, por ejemplo, con la invasión de Aníbal).
En un principio se aliaron y repartieron las zonas de influencia marítima con los fenicios, en contra de los helenos. Hacia el siglo VI a. C. estrecharon relaciones con Corinto y cesó la hostilidad con los griegos. Sin embargo, en el 545 a. C. se aliaron con los cartagineses nuevamente contra los griegos.
En cuanto a lo continental, tuvo numerosos enemigos. Desde un principio, la Liga Latina (con Roma de aliada o a la cabeza de la misma), en el Lacio; en la Campania los samnitas; en las costas e islas los siracusanos y cumitas y en las llanuras del Po los pueblos celtas serán enemigos de Etruria. Solo conservarán como aliado incondicional durante toda la historia de esta civilización a los faliscos, pueblo asentado al oeste del Tíber.
Hacia el 300 a. C. se aliaron con los helenos en contra de cartagineses y romanos, por el control de las rutas comerciales.
Hacia el 295 a. C. una liga de etruscos, sabinos, umbros y galos cisalpinos combatió contra Roma, saliendo esta última victoriosa. Sin embargo, en sucesivas alianzas temporales con los galos continúan luchando contra los romanos, hasta que se produce una alianza con Roma contra Cartago. Tras esto, los etruscos, ya en decadencia, comienzan a ser absorbidos por los romanos.

## Lengua, alfabeto e inscripciones
El etrusco es una lengua aparentemente no emparentada con las lenguas indoeuropeas. Es de destacar que la fonética es completamente diferente de la del griego o del latín, aunque influyó en este en varios aspectos fonéticos y léxicos. Se caracteriza por tener cuatro vocales que representamos como /a/, /e/, /i/, /o/, reducción de los diptongos, tratamiento especial de las semivocales. En las consonantes carecía de la oposición entre sordas y sonoras, aunque en las oclusivas tenía contraste entre aspiradas y no aspirada.

### Alfabeto
El etrusco utilizaba la variante calcídica del alfabeto griego, por lo que puede ser leído sin dificultad, aunque no comprendido. De este alfabeto griego básico algunas de las letras no son utilizadas en etrusco (oclusivas sonoras) y además se le añade un grafema para /f/ y la digamma griega se utiliza para el fonema /v/ inexistente en griego.

### Inscripciones
Las principales evidencias de la lengua etrusca son epigráficas, que van desde el siglo VII a. C. (se dice que los etruscos empezaron a escribir en el siglo VII a. C., pero su gramática y su vocabulario difieren de cualquier otro del mundo antiguo hasta principios de la era cristiana). Conocemos unas 10 000 de estas inscripciones, que son sobre todo breves y repetitivos epitafios o fórmulas votivas o que señalan el nombre del propietario de ciertos objetos. Aparte de este material contamos con algunos otros testimonios más valiosos:
1. El Liber Linteus o Texto de Agram es el texto etrusco más largo con 281 líneas y unas 1300 palabras. Escrito en un rollo de lino, posteriormente fue cortado en tiras y utilizado en Egipto para envolver el cadáver momificado de una joven mujer; se conserva actualmente en el museo arqueológico de Zagreb (probablemente cuando esto sucedió se consideraba que tenía más valor el rollo de lino que el propio texto que, paradójicamente, hoy es nuestro mejor testimonio de la lengua; tal vez si no hubiera sido conservado como envoltura ni siquiera habría llegado hasta nosotros).
2. Algunos textos sobre materiales no perecederos, como una tablilla de arcilla encontrada cerca de Capua de unas 250 palabras, el disco de Magliano escrito por dos caras, el cipo de Perugia escrito por dos caras y con 46 líneas, y unas 125 palabras o un modelo de bronce de un hígado encontrado en Piacenza (unas 45 palabras).
3. Aparte de estos testimonios tenemos dos inscripciones interesantísimas más: la primera de ellas es la inscripción de Pyrgi, encontrada en 1964, sobre láminas de oro, que presenta la peculiaridad de ser un texto bilingüe en etrusco púnico-fenicio y que ha ampliado considerablemente nuestro conocimiento de la lengua. La segunda de las inscripciones resulta algo intrigante, ya que fue encontrada en la isla de Lemnos (N. del mar Egeo, Grecia), de unas 34 palabras, y que parece escrita en un dialecto diferente de los encontrados en Italia. Tal vez esto sea sintomático de la presencia de colonias etruscas en otros puntos del mediterráneo, o bien se trate, como otros autores sostienen, de una lengua hermana del etrusco, el lemnio. Aunque se considera que la presencia de una sola inscripción no nos aclara gran cosa.

Seguramente la inscripción de Pyrgi es la única inscripción etrusca razonablemente larga que podemos traducir o interpretar convenientemente gracias a que el texto púnico, que parece ser una traducción casi exacta del texto etrusco, es perfectamente traducible. Con respecto al acceso a las inscripciones: la mayoría de inscripciones etruscas conocidas y publicadas se hallan recogidas en el Corpus Inscriptionum Etruscarum (CIE).

## Arte

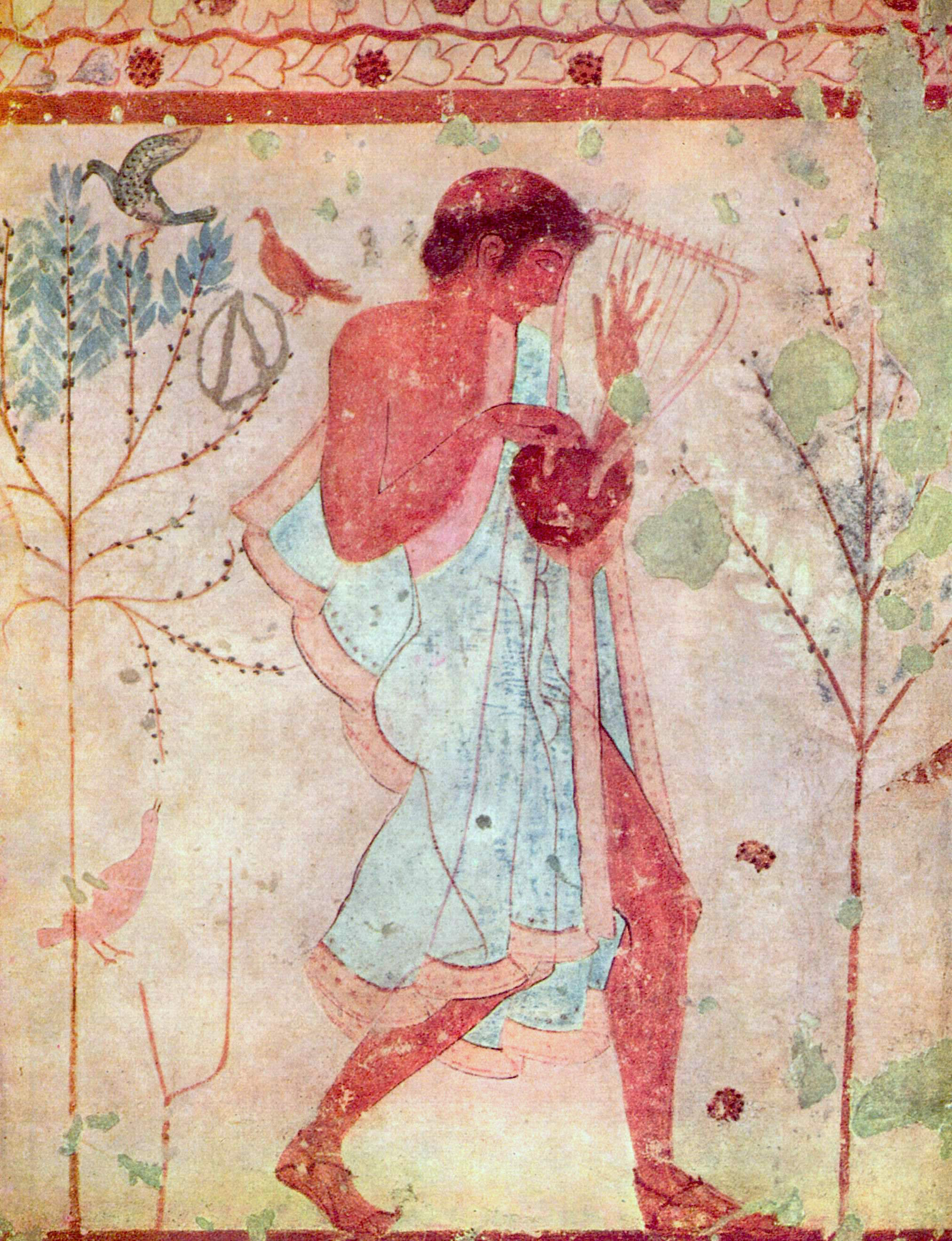
Músico etrusco de la "Tumba del Triclinio", en Tarquinia.

Es de destacar el arte funerario y su relación en la pintura y escultura, destacándose sus terracotas y la talla de una piedra local llamada "nenfro". Desarrollaron una importante industria orfebre, trabajaron el bronce, su metalurgia se caracteriza por sus grabados, graneados, filigranas y repujados, en relación con la coroplastia crearon el estilo Bucchero en cerámica. Todos estos productos fueron base para la exportación tanto hacia el norte de Europa como hacia Oriente. Otro punto importante es la pintura donde varias escuelas produjeron frescos admirables, pero la misma tiene temas marcadamente narrativos, anecdóticos y principalmente funerarios. Aunque el arte etrusco, como otras artes del Mediterráneo Occidental, se vio influido fuertemente por el arte de la Grecia Clásica y el magnificente arte helenístico, guarda características singulares, el arte etrusco muy relacionado con los rituales funerarios legó a Roma un extraordinario naturalismo en cuanto a la representación de rostros: los bustos son prácticamente una invención etrusca, el busto propiamente dicho, realizado en bronce fundido, difiere del "busto" griego, en este último la persona retratada suele estar idealizada, no así en el genuino busto etrusco.
Los colores preferidos en la pintura por los etruscos fueron el rojo, verde y el azul, al parecer porque les asignaban connotaciones religiosas. Entre las obras más destacables se encuentran:
- El Apolo de Veyes escultura del dios Apolo del siglo VI a. C. encontrada en el templo/santuario en honor a la diosa Minerva de Portonaccio.
- La Quimera de Arezzo: fechada entre 380 a. C. y 360 a. C. La quimera, según la mitología romana, fue abatida por Belerofonte, a lomos de su caballo Pegaso. Tras su descubrimiento en 1553 se convirtió en símbolo de la toscana (ver Quimera de Arezzo).
- Loba Capitolina o Lupa Capitolina: esta célebre escultura ha llegado en cierto modo a ser un símbolo de Roma, sin embargo todo indica que es una obra etrusca del s. IV a. C., en cuanto a los dos niños que representan a Rómulo y Remo, téngase en cuenta que fueron forjados y añadidos en el s. XVI.
- El llamado Marte de Todi, escultura de un guerrero armado de un modo semejante al de los hoplitas griegos, aunque el armamento (tipo de coraza etc.) es en lo real, etrusco.
- L'Arringatore (el orador): fechada entre el siglo II a. C. y el siglo I a. C. Al parecer representa a un noble llamado Aule Meteli, pero se desconoce quién era.
- El sarcófago de los esposos: fechado hacia el 520 a. C. Fue encontrado en una necrópolis en Cerveteri. Construido en terracota, la tapa del sarcófago representa una pareja recostada en un triclinio.
- El Frontón de Talamone, frontón con relieves de terracota de un templo etrusco del siglo II a. C.

## Arquitectura
En las construcciones de viviendas se utilizaba el adobe, con estructura de madera y revestimiento de barro cocido y en los templos la piedra. Conocían el arco de medio punto, la bóveda de cañón, y la cúpula, elementos que utilizaron –entre otras cosas– para la construcción de puentes. También construyeron canales para drenar las zonas bajas, levantaron murallas defensivas de piedra pero, sobre todo, destacó la arquitectura funeraria, en forma de impresionantes hipogeos. Los templos estaban inspirados en el modelo griego, aunque presentaban notables diferencias: solían ser más pequeños, de planta cuadrangular, cerrados, sin peristilo, solo con una hilera de columnas del orden llamado "toscano" a modo de los pronaos griegos, y el altar estaba sobre un foso llamado por los latinos mundus —limpiadero, purificador— (la palabra quizás es de origen etrusco), es decir, un orificio que, simbólicamente, serviría para arrojar los restos de los sacrificios.

## Literatura

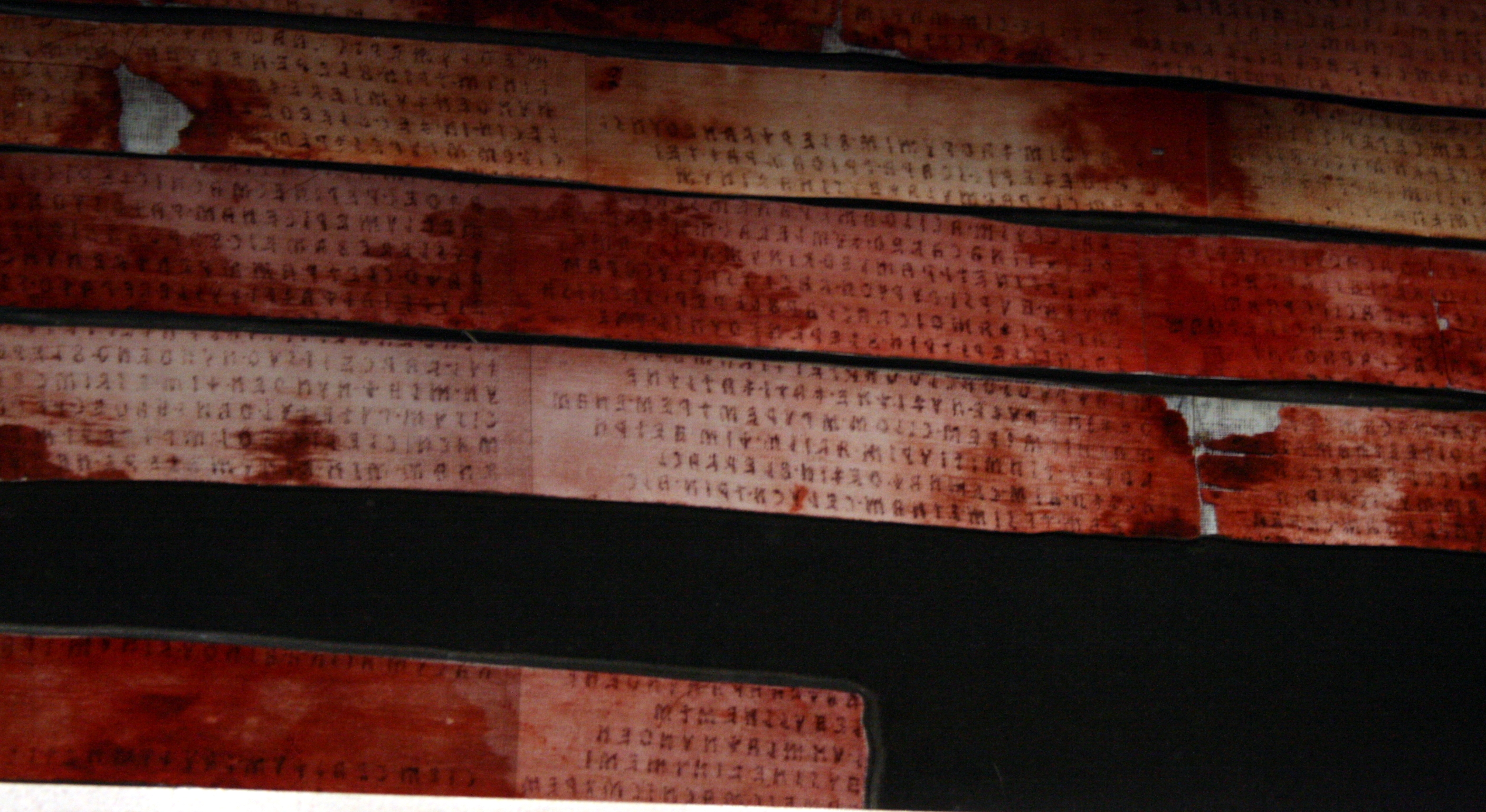
Muestras de escritura etrusca, del Liber linteus.

Los textos etruscos, escritos en un espacio de siete siglos, utilizan una forma del alfabeto griego debido al estrecho contacto entre los etruscos y las colonias griegas de Pithecusae y Cumae en el siglo VIII a. C. (hasta que dejó de utilizarse, a principios del siglo I d. C.). Las inscripciones etruscas desaparecieron de Chiusi, Perugia y Arezzo en esta época. Sólo se conservan algunos fragmentos, textos religiosos y, sobre todo, funerarios, en su mayoría tardíos (del siglo IV a. C.). Además de los textos originales que han llegado hasta nuestros días, hay un gran número de citas y alusiones de autores clásicos. En el siglo I a. C., Diodoro Sículo escribió que la cultura literaria era uno de los grandes logros de los etruscos. Poco se sabe de ella e incluso lo que se conoce de su lengua se debe a la repetición de las mismas pocas palabras en las numerosas inscripciones encontradas (a través de los modernos epitafios) contrastadas en textos bilingües o trilingües con el latín y la púnica. De los géneros mencionados, sólo se menciona un tal Volnio (Volnius) en las fuentes clásicas. Con algunas excepciones, como el Liber Linteus, los únicos registros escritos en lengua etrusca que se conservan son inscripciones, principalmente funerarias. La lengua está escrita en el Alfabeto etrusco, una escritura relacionada con el primer Alfabeto griego eubeo. Se conocen muchos miles de inscripciones en etrusco, en su mayoría epitafios, y han sobrevivido algunos textos muy breves, que son principalmente religiosos. La literatura imaginativa etrusca sólo se evidencia en referencias de autores romanos posteriores, pero es evidente por su arte visual que los mitos griegos eran bien conocidos.

## Religión
Existen ciertas analogías con religiones orientales, especialmente con la de Sumeria y Caldea e incluso la egipcia.
El tipo de religión es de revelación, y está plasmada en una serie de libros sagrados, los cuales tienen temas tales como la interpretación de los rayos, la adivinación, la rectitud del estado y de los individuos y hasta un análogo del Libro de los Muertos egipcio. Todo el compendio religioso es conocido como "Doctrina Etrusca". Ésta se dividía en "Doctrina Teoría" y "Preceptos Prácticos", y estaba dedicada a la búsqueda de la interpretación de prácticamente todo fuera de lo común para predecir el porvenir.
Los sacerdotes se denominaban arúspices, y siempre tuvieron una posición de privilegio en la sociedad. Los arúspices se especializaban en interpretar lo que consideraban diversos signos proféticos: la adivinación a partir de la observación de los hígados de animales sacrificados, la creencia en que se podía adivinar el futuro observando los rayos (ceraunomancia) u otros meteoros, y la interpretación con intenciones adivinatorias de los vuelos de las aves. Existían rituales de todo tipo, tanto dirigidos al estado como a los individuos, extremadamente minuciosos y formales, al punto tal que son tomados como ciencia.
El panteón de dioses etrusco está íntimamente ligado a la influencia mitológica griega, de ahí que se adore a homólogos griegos, aunque formen una tríada, similar a la Cretomicénica. La más importante fue: Tinia (Zeus), Uni (Hera) y Menrfa (Atenea), que se veneraban en templos tripartitos. También existía la creencia en la existencia de demonios maléficos, al modo asirio.
Los etruscos creían en la vida de ultratumba, de ahí las manifestaciones de gran importancia en los lugares de enterramiento.
Es importante destacar que lo sagrado intervino ininterrumpidamente en sus vidas y su presencia agobiaba sus espíritus y corazones, aunque un modo de paliar o atenuar esto fue una moral que resultaba «licenciosa» a los griegos y romanos.
Es casi  seguro que de los etruscos tomaron los romanos la noción de «circo» ya no para representaciones teatrales sino para luchas entre gladiadores: en efecto, entre los etruscos estas luchas solían formar parte de sacrificios fúnebres a sujetos de la élite, o una «diversión» realizada con los prisioneros de guerra.

## Problemas generales

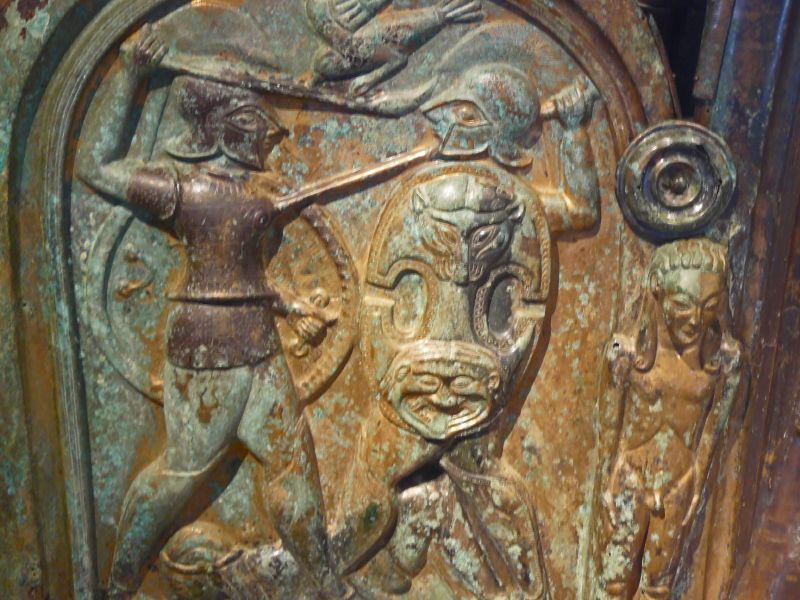
Carro de bronce con incrustaciones de marfil etrusco del segundo cuarto del siglo VI a. C. Encontrado cerca de Monteleone di Spoleto en 1902 con escenas de Aquiles.

El pueblo etrusco solo existe como tal dentro de Italia y solo toma conciencia de su identidad y de su pasado dentro de ella. Sin embargo, incluso en el marco de este contexto geográfico, tampoco puede negarse la profunda originalidad de este, solo explicable por los rasgos peculiares que caracterizan su trayectoria, por los múltiples contactos, pero también por las específicas circunstancias que componen seguramente su historia primitiva. Sea como fuere, los etruscos históricos son el resultado de una síntesis de elementos diversos que tienen lugar durante la Edad del Hierro en un territorio comprendido entre el río Tíber y el Arno, donde poblaciones itálicas anteriores a las invasiones indoeuropeas crean una comunidad cultural muy singular. Por una parte, allí se produce una evolución continuada y específica de la cultura vilanoviana con peculiaridades propias, no identificable como conjunto con ninguna otra cultura, y, al mismo tiempo, susceptible de ser definida como vilanoviana evolucionada o civilizada.
Por otro lado, en esa zona, entre los rasgos que suelen considerarse característicos y peculiares de la forma de evolucionar allí la cultura vilanoviana, aparecen algunos que los estudiosos identifican como orientalizantes. El primer problema que se plantea es el de si tal orientalización se debe a la presencia de una oleada de pueblos procedentes del Mediterráneo oriental o si, por el contrario, es el resultado de un ambiente general, una koiné de tipo orientalizante que predomina en todo el mar Mediterráneo en los alrededores del 700 a. C.. A partir de esa fecha, desde luego, empieza a ser definitiva la creación de las características propias del pueblo etrusco. Incluso la epigrafía empieza a definirse en favor de la existencia de una lengua etrusca con rasgos absolutamente individualizados.
Aquí se plantea el problema de si las características del pueblo etrusco en época arcaica se deben a la existencia de una emigración datable en esta época, o si se trata del resultado de las vicisitudes complejas que tuvieron lugar cuando el pueblo etrusco se puso en contacto con una koiné mediterránea, en que los rasgos orientalizantes han llegado a convertirse en un fenómeno común generalizado.
Al margen de este problema, que plantea de un modo algo simplista la cuestión de que los rasgos orientalizantes pueden proceder de la emigración de pueblos o del contacto con las culturas predominantes entonces del Mediterráneo, existe otro planteamiento que, más que los rasgos específicos de la cultura material de principios de la época arcaica, atiende a ese otro problema, tampoco desdeñable, que es el de la lengua misteriosa de los etruscos. Es este, desde luego, un problema que subsiste en cualquier caso, sea cual fuere la actitud adoptada ante la naturaleza de la cultura y civilización etrusca. Si en lo que se refiere a los rasgos culturales las actitudes adoptadas pueden ser múltiples, dado que cabe admitir la formación autóctona de cualquier tipo de fenómeno cultural, el problema de la lengua etrusca, especialmente misterioso, permanece sin que ninguna solución palmaria llegue a servir para su aclaración.
Al plantearse de este modo, el problema cobra una nueva dimensión, ya que ahora afecta a toda la realidad lingüística y cultural del Mediterráneo anterior al predominio en él de las lenguas indoeuropeas.
En este contexto es en el que se puede observar el cúmulo de datos que los antiguos mismos transmitieron en relación con el pueblo etrusco. Varias son, en este aspecto, las versiones que transmiten las fuentes antiguas sobre el origen de la presencia etrusca en Italia. Desde luego, el siglo VII a. C. es la fecha en que se pueden datar los primeros epígrafes que contienen textos en lengua etrusca. Ahora bien, tal no puede considerarse necesariamente la fecha de introducción de un pueblo extraño.
Estamos en la época en que, a lo largo de todo el Mediterráneo, se producen movimientos culturales de gran trascendencia, entre los cuales no desempeña un papel secundario la difusión de la escritura. Esta es también la época en que se configuran las formaciones estatales, a partir de ciertas transformaciones económicas y sociales que hacen viable la introducción de técnicas, en las que la escritura desempeña un importante papel como instrumento útil para la organización y para el control económico y social. El momento es clave para determinar la definición de los etruscos como etnia con personalidad cultural capaz de imponer su presencia en la península. Pero de ahí a identificar este momento con el de la llegada de los etruscos va un abismo, en el que chocan tanto los datos de la tradición como los restos arqueológicos y, sobre todo, los criterios de orden teórico y metodológico. En general, ya no resulta aceptable la identificación del fenómeno cultural con la aparición de un pueblo portador de sus elementos principales.